# Ermita de Nuestra Señora de Palomares (Trebujena)
Reconstruida a principios del siglo XX, en 1906, la Ermita de Nuestra Señora de Palomares alberga la imagen de la patrona de Trebujena: Nuestra Señora de Palomares. 

## Historia
La ermita consta de una nave central con la imagen del cristo de la Veracruz que data del siglo XVI. En la misma nave podemos encontrar a la virgen de la Soledad —tallada por Sebastián Santos Rojas en 1952—, así como un cristo yacente del siglo XVII.
La planta basilical cuyo ábside se sitúa en un altar mayor está cubierto de una cúpula sobre pechinas —elemento constructivo que permite situar una cúpula circular sobre un techo rectangular—. En el altar mayor hay un retablo que data de 1757 y se encuentra sin dorar. 
En el ábside podemos encontrar el altar mayor, un retablo de mediados del siglo XVIII de estípites —una columna típica del barroco churrigueresco en España, usado en el siglo XVIII y que fue introducido entre 1720 y 1760—. 
Otra de las características predominantes es la columna que tiene forma de cono invertido u obelisco, y combina características del Barroco Rococó y el Manierismo, cuya estructura e imaginería son preservados sin dorar. En el camarín de la virgen encontramos una cúpula más pequeña pero de características similares y cubierta con una cúpula semiesférica decorada con ángeles.
En las calles laterales del altar mayor nos encontramos las imágenes en blanco de San Francisco de Paula y San Antonio de Padua, ambas del siglo XVIII. 
De estilo Mudéjar, fue construida en el siglo XVI, siendo reconstruida en 1757. Sufrió numerosas renovaciones a principios del siglo XX —1906 y 1994— (de estilo manierista).
La planta es rectangular, de una sola nave, que se abre con armadura de madera de par y nudillo con almirante decorado mediante paños de lacería estrellada. Cuenta con ocho tirantas pareadas decoradas con estrellas en el centro y los extremos. En el presbiterio encontramos una cúpula semiesférica sobre pechinas. Y a los pies, en alto, se sitúa el coro, configurado mediante bema de madera.
En la fachada principal se encuentra una portada de medio punto situada en el centro, realizada por sillería, flanqueada por pilastras y coronada con un muro de hastial polilobulado que alberga un emblema mariano rematado con jarrones y cruz central. La portada principal se corona con friso superior, así como un frontón recto y roto. En el centro sobresale un óculo de moldura pétrea.
La ermita cuenta con una torre con espadaña superior situada a los pies del lado de la epístola. Los vanos de la torre finalizan con arcos de medio punto separados por pilastras en orden toscano.